# Largitzen
Largitzen [laʁɡitsən]  est une commune française située dans la circonscription administrative du Haut-Rhin et, depuis le 1er janvier 2021, dans le territoire de la Collectivité européenne d'Alsace, en région Grand Est.
Cette commune se trouve dans la région historique et culturelle d'Alsace.

## Géographie
| Hindlingen          | Hirtzbach       | Hirsingue   |
| Friesen Ueberstrass | Largitzen       | Heimersdorf |
| Seppois-le-Bas      | Seppois-le-Haut | Bisel       |

### Hydrographie

#### Réseau hydrographique
La commune est dans le bassin versant du Rhin au sein du bassin Rhin-Meuse. Elle est drainée par le ruisseau de Largitzen et le ruisseau des Étangs de Sennhutte,,.
Le Largitzenbach, d'une longueur de 13 km, prend sa source dans la commune de Durlinsdorf et se jette  dans la Largue à Friesen, après avoir traversé six communes. 

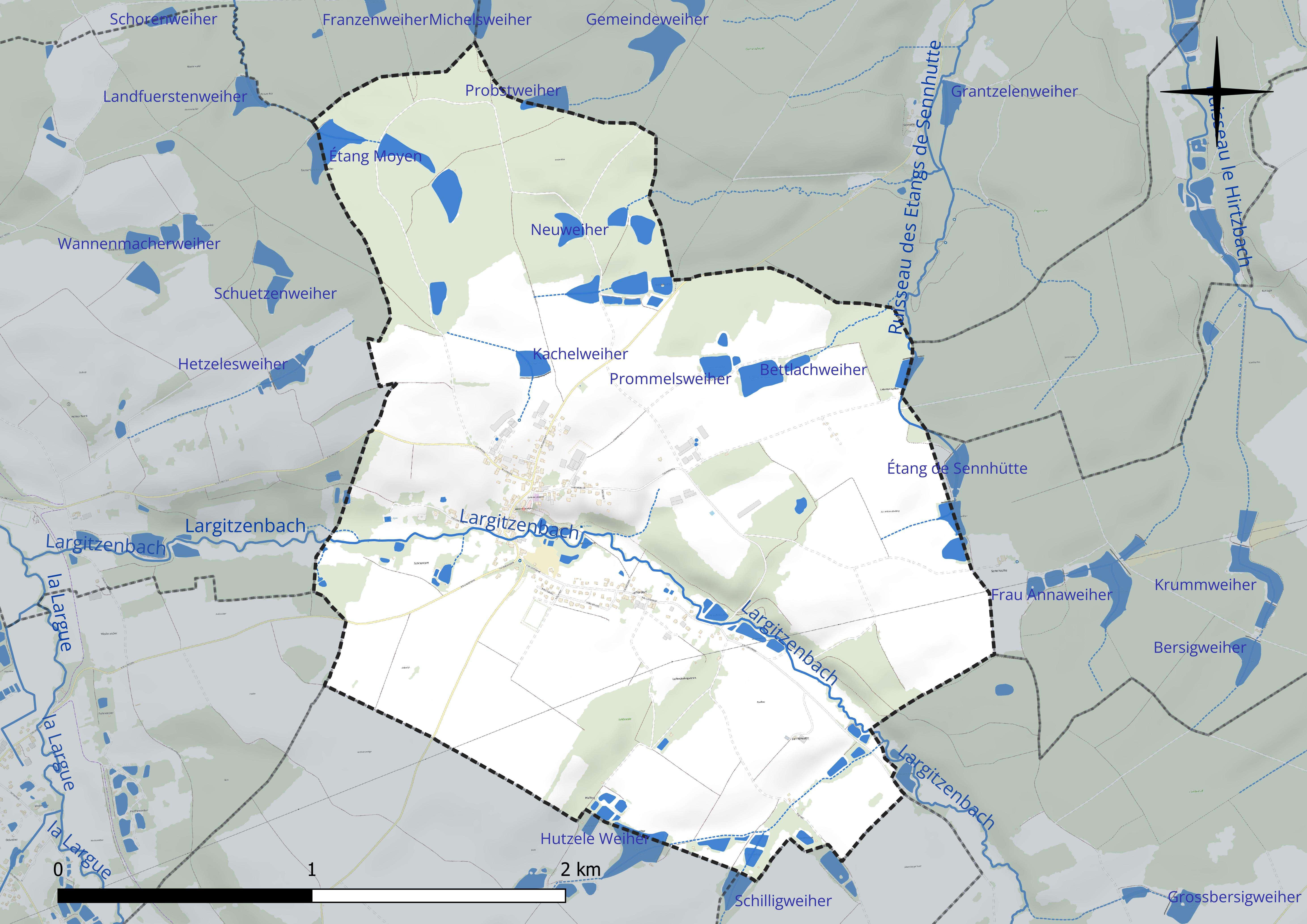
Réseau hydrographique de Largitzen.

Sept plans d'eau complètent le réseau hydrographique : Bettlachweiher (1,6 ha), Hutzele Weiher, d'une superficie totale de 2,3 ha (0,3 ha sur la commune), Kachelweiher (1,1 ha), l'étang Moyen, d'une superficie totale de 5,1 ha (4,2 ha sur la commune), Neuweiher (0,9 ha), Probstweiher, d'une superficie totale de 1 ha (0,1 ha sur la commune) et Prommelsweiher (0,9 ha),.

#### Gestion et qualité des eaux
Le territoire communal est couvert par le schéma d'aménagement et de gestion des eaux (SAGE) « Largue ». Ce document de planification concerne le bassin versant de la Largue et une zone située à l'ouest du périmètre (la région de Montreux). Ce territoire s'étend sur 385 km2. Le périmètre a été arrêté le 4 mars 1996 et le SAGE proprement dit a été approuvé le 24 septembre 1999 puis révisé le 17 mai 2016. La structure porteuse de l'élaboration et de la mise en œuvre est le Syndicat mixte pour l'aménagement et la renaturation du bassin versant de la Largue et du secteur de Montreux, qui a évolué en Epage le 1er janvier 2018, sous le nom de Epage Largue. 
La qualité des cours d’eau peut être consultée sur un site dédié géré par les agences de l’eau et l’Agence française pour la biodiversité. 

### Climat
Pour des articles plus généraux, voir Climat du Grand Est et Climat du Haut-Rhin.
En 2010, le climat de la commune est de type climat de montagne, selon une étude du Centre national de la recherche scientifique s'appuyant sur une série de données couvrant la période 1971-2000. En 2020, Météo-France publie une typologie des climats de la France métropolitaine dans laquelle la commune est exposée à un climat semi-continental et est dans la région climatique  Vosges, caractérisée par une pluviométrie très élevée (1 500 à 2 000 mm/an) en toutes saisons et un hiver rude (moins de 1 °C). 
Pour la période 1971-2000, la température annuelle moyenne est de 9,6 °C, avec une amplitude thermique annuelle de 17,6 °C. Le cumul annuel moyen de précipitations est de 866 mm, avec 10,3 jours de précipitations en janvier et 9,7 jours en juillet. Pour la période 1991-2020, la température moyenne annuelle observée sur la station météorologique de Météo-France la plus proche, « Carspach », sur la commune de Carspach à 6 km à vol d'oiseau, est de 11,0 °C et le cumul annuel moyen de précipitations est de 827,7 mm. 
La température maximale relevée sur cette station est de 38,1 °C, atteinte le 4 août 2022 ; la température minimale est de −17,7 °C, atteinte le 5 février 2012,,. 
Les paramètres climatiques de la commune ont été estimés pour le milieu du siècle (2041-2070) selon différents scénarios d'émission de gaz à effet de serre à partir des nouvelles projections climatiques de référence DRIAS-2020. Ils sont consultables sur un site dédié publié par Météo-France en novembre 2022.

## Urbanisme

### Typologie
Au 1er janvier 2024, Largitzen est catégorisée commune rurale à habitat dispersé, selon la nouvelle grille communale de densité à sept niveaux définie par l'Insee en 2022.
Elle est située hors unité urbaine. Par ailleurs la commune fait partie de l'aire d'attraction de Bâle - Saint-Louis (partie française), dont elle est une commune de la couronne,. Cette aire, qui regroupe 94 communes, est catégorisée dans les aires de 200 000 à moins de 700 000 habitants,.

### Occupation des sols
L'occupation des sols de la commune, telle qu'elle ressort de la base de données européenne d’occupation biophysique des sols Corine Land Cover (CLC), est marquée par l'importance des territoires agricoles (67,7 % en 2018), en diminution par rapport à 1990 (69,3 %). La répartition détaillée en 2018 est la suivante : 
terres arables (49,4 %), forêts (27,1 %), zones agricoles hétérogènes (17,5 %), zones urbanisées (5,1 %), prairies (0,7 %). L'évolution de l’occupation des sols de la commune et de ses infrastructures peut être observée sur les différentes représentations cartographiques du territoire : la carte de Cassini (XVIIIe siècle), la carte d'état-major (1820-1866) et les cartes ou photos aériennes de l'IGN pour la période actuelle (1950 à aujourd'hui).

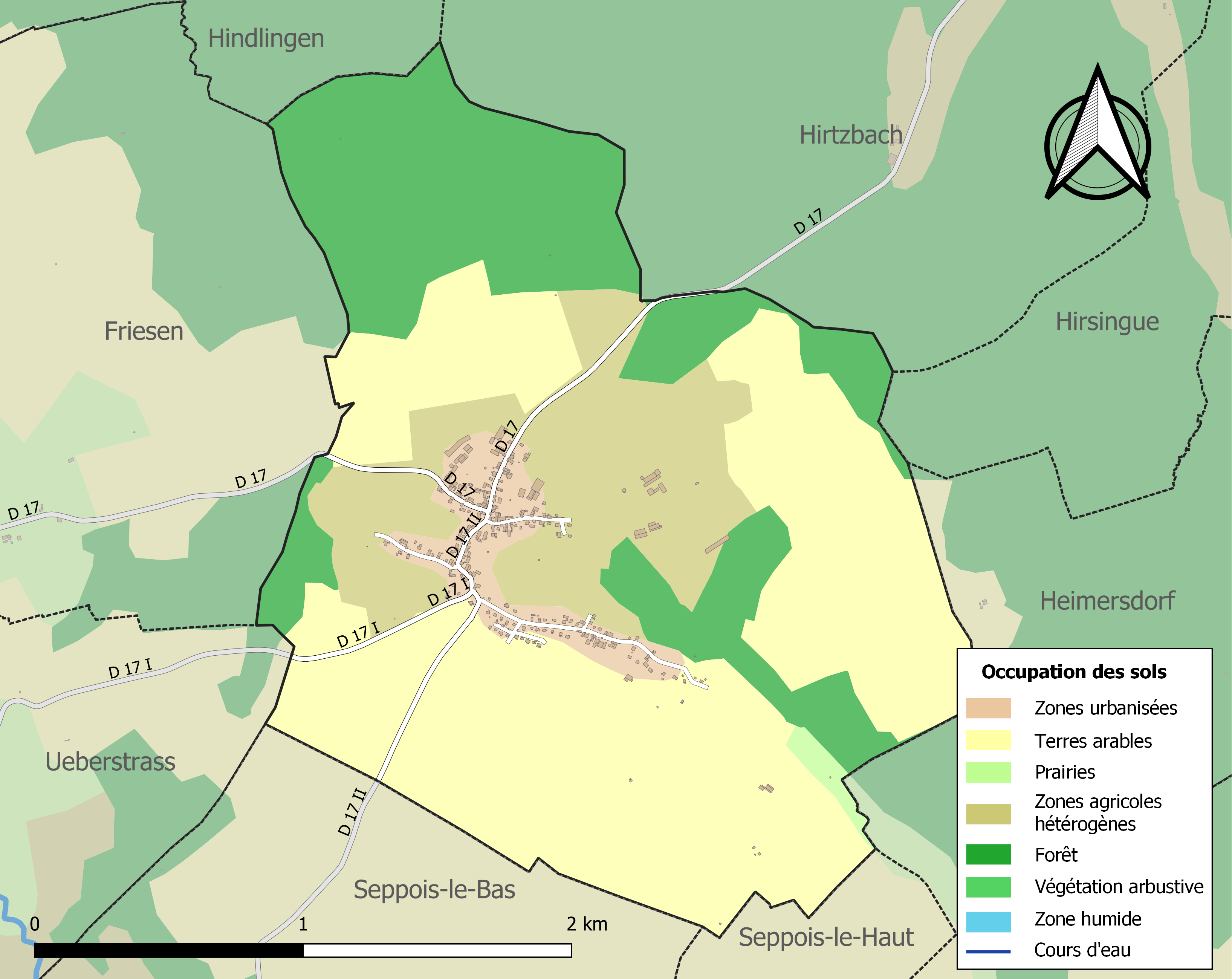
Carte des infrastructures et de l'occupation des sols de la commune en 2018 (CLC).

## Toponymie
À l'époque romaine, le site s'appelait Largetium, rappelant le nom de la station romaine Larga qui reprenait le nom de la rivière la Largue. Il a évolué en Lairdgie (époque romane), puis Larguice (1248) et Largitz (1303).

## Histoire
La commune a été décorée le 2 novembre 1921 de la croix de guerre 1914-1918.

### Héraldique
| Blason de Largitzen | Les armes de Largitzen se blasonnent ainsi : « D'argent à la croix de saint Georges de gueules posée sur un carré évidé, les angles bourdonnés, de sable. » |

## Politique et administration

### Liste des maires
| Période                                  | Période  | Identité                 | Étiquette | Qualité            |
| ---------------------------------------- | -------- | ------------------------ | --------- | ------------------ |
| avant 1981                               | ?        | Gérard Pfleger           |           |                    |
| mars 2001                                | mai 2020 | Jean-Jacques Schloesslen | -         | -                  |
| mai 2020                                 | En cours | Jean-Paul Gnaedig        | -         | Ancien agriculteur |
| Les données manquantes sont à compléter. |          |                          |           |                    |

### Budget et fiscalité 2015
En 2015, le budget de la commune était constitué ainsi :
- total des produits de fonctionnement : 237 000 €, soit 762 € par habitant ;
- total des charges de fonctionnement : 253 000 €, soit 812 € par habitant ;
- total des ressources d'investissement : 277 000 €, soit 891 € par habitant ;
- total des emplois d'investissement : 313 000 €, soit 1 006 € par habitant ;
- endettement : 261 000 €, soit 838 € par habitant.

Avec les taux de fiscalité suivants :
- taxe d'habitation : 11,64 % ;
- taxe foncière sur les propriétés bâties : 5,62 % ;
- taxe foncière sur les propriétés non bâties : 33,11 % ;
- taxe additionnelle à la taxe foncière sur les propriétés non bâties : 50,60 % ;
- cotisation foncière des entreprises : 18,09 %.

## Démographie
L'évolution du nombre d'habitants est connue à travers les recensements de la population effectués dans la commune depuis 1793. Pour les communes de moins de 10 000 habitants, une enquête de recensement portant sur toute la population est réalisée tous les cinq ans, les populations de référence des années intermédiaires étant quant à elles estimées par interpolation ou extrapolation. Pour la commune, le premier recensement exhaustif entrant dans le cadre du nouveau dispositif a été réalisé en 2006.

En 2022, la commune comptait 333 habitants, en évolution de +6,73 % par rapport à 2016 (Haut-Rhin : +0,66 %, France hors Mayotte : +2,11 %).
| 1793 | 1800 | 1806 | 1821 | 1831 | 1836 | 1841 | 1846 | 1851 |
| ---- | ---- | ---- | ---- | ---- | ---- | ---- | ---- | ---- |
| 345  | 350  | 506  | 530  | 446  | 443  | 426  | 431  | 443  |

| 1856 | 1861 | 1866 | 1871 | 1875 | 1880 | 1885 | 1890 | 1895 |
| ---- | ---- | ---- | ---- | ---- | ---- | ---- | ---- | ---- |
| 398  | 373  | 363  | 372  | 351  | 336  | 356  | 333  | 324  |

| 1900 | 1905 | 1910 | 1921 | 1926 | 1931 | 1936 | 1946 | 1954 |
| ---- | ---- | ---- | ---- | ---- | ---- | ---- | ---- | ---- |
| 308  | 302  | 309  | 252  | 251  | 255  | 231  | 228  | 229  |

| 1962 | 1968 | 1975 | 1982 | 1990 | 1999 | 2006 | 2011 | 2016 |
| ---- | ---- | ---- | ---- | ---- | ---- | ---- | ---- | ---- |
| 250  | 237  | 243  | 263  | 264  | 276  | 290  | 306  | 312  |

| 2021 | 2022 | - | - | - | - | - | - | - |
| ---- | ---- | - | - | - | - | - | - | - |
| 330  | 333  | - | - | - | - | - | - | - |

## Lieux et monuments
|  |  |  |

- L'église Saint-Georges[27] et son orgue[28].
- Chapelle[29].
- Presbytère[30].
- Monument aux morts[31].
- La route romaine allant de Kembs (Cambete) à Largitzen (Larga)[32].